# Ectropis brooksi
Ectropis brooksi är en fjärilsart som beskrevs av Holloway 1976. Ectropis brooksi ingår i släktet Ectropis och familjen mätare. Inga underarter finns listade i Catalogue of Life.